# Ryan Stiles

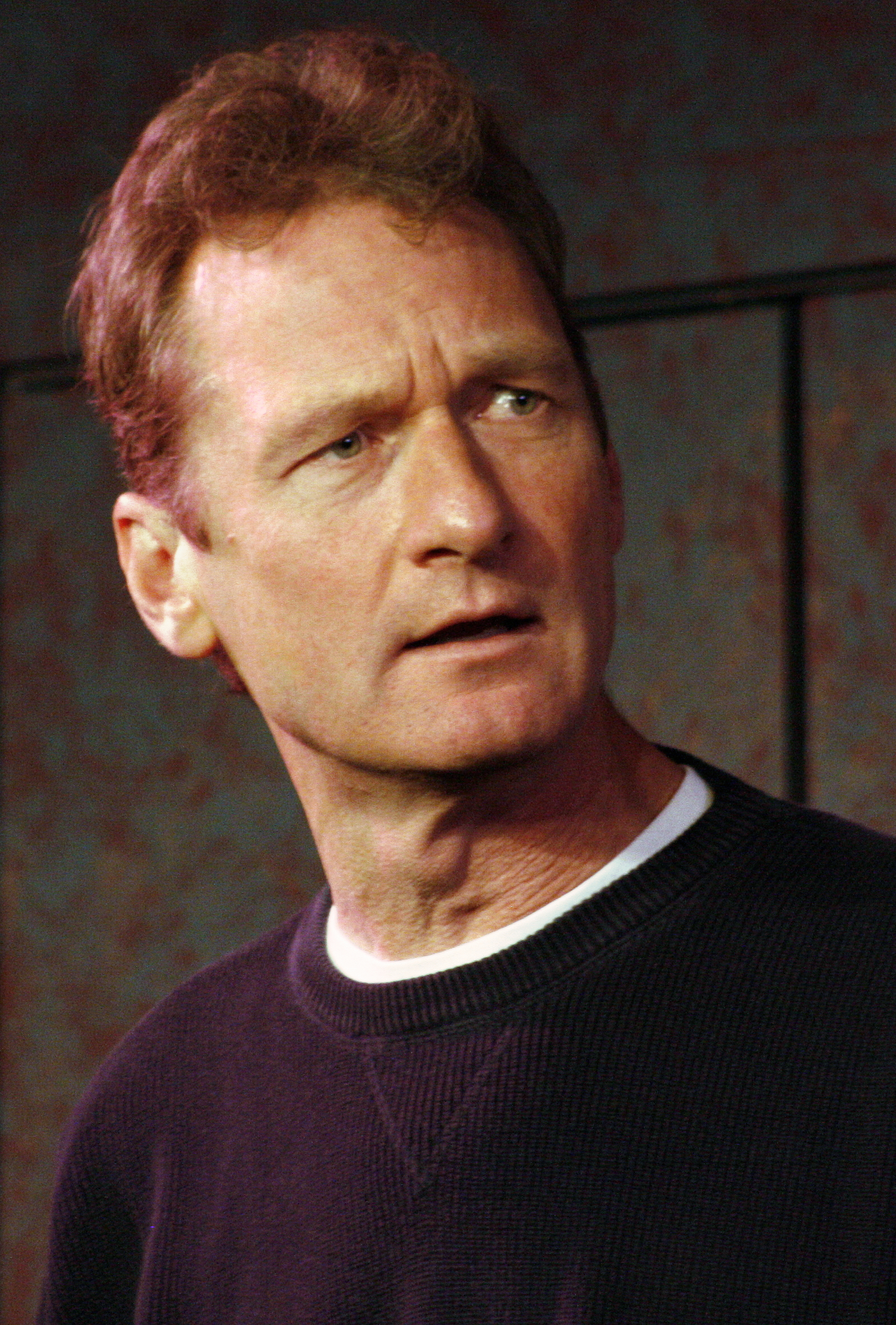
Ryan Stiles (2008)

Ryan Lee Stiles (* 22. April 1959 in Seattle, Washington) ist ein US-amerikanischer Schauspieler und Komiker.

## Leben und Karriere
Ryan Stiles wuchs als jüngstes von fünf Kindern in Seattle und Vancouver auf. Mit 17 verließ er die Schule und arbeitete im Betrieb seines Vaters. Daneben trat er als Stand-up-Komiker in Vancouver auf. 1986 wurde er Mitglied des Comedy-Ensembles The Second City, das improvisierte Stücke aufführt.
1989 wurde er Mitglied des Ensembles der Fernseh-Comedy-Show Whose Line Is It Anyway?. 1995 wurde er von Drew Carey für dessen Sitcom Drew Carey Show engagiert. Mit dieser Serie schaffte er seinen endgültigen Durchbruch. 1998 wurde die britische Version von Whose Line Is It Anyway? beendet und eine US-amerikanische Version produziert. Drew Carey moderierte die Sendung, Stiles war als reguläres Mitglied zu sehen und fungierte als Produzent. 2002 wurde er für seine Arbeit an der Sendung für einen Emmy nominiert. 
Von 2004 bis 2015 war Stiles regelmäßig in der Sitcom Two and a Half Men als Dr. Herb Melnick zu sehen.
Stiles war sowohl im Kinofilm Hot Shots! – Die Mutter aller Filme als auch in der Fortsetzung Hot Shots! Der zweite Versuch zu sehen. Des Weiteren war er in diversen Werbespots zu sehen und arbeitet als Synchronsprecher.

## Filmografie (Auswahl)
- 1985: Rainbow War (Kurzfilm)
- 1990–2006, seit 2013: Whose Line Is It Anyway? (Fernsehsendung)
- 1991–1992: Parker Lewis – Der Coole von der Schule (Parker Lewis Can’t Lose, Fernsehserie, 3 Folgen)
- 1991: Hot Shots! – Die Mutter aller Filme (Hot Shots!)
- 1993: Hot Shots! Der zweite Versuch (Hot Shots! Part Deux)
- 1993–1994: Verrückt nach dir (Mad About You, Fernsehserie, 2 Folgen)
- 1995–2004: Drew Carey Show (Fernsehserie, 227 Folgen)
- 1997: Ein Kerl für Courtney (Courting Courtney)
- 2003: Nobody Knows Anything!
- 2004–2015: Two and a Half Men (Fernsehserie, 30 Folgen)
- 2006: The Extra (Kurzfilm)
- 2008: Reno 911! (Fernsehserie, Folge 5x15)
- 2009: Astro Boy – Der Film (Astro Boy, Stimme)
- 2011: Drew Carey’s Improv-A-Ganza (Fernsehsendung)
- 2012: Are You There, Chelsea? (Fernsehserie, Folge 1x09)
- 2019: American Housewife (Fernsehserie, 1 Folge)
- 2020: Young Sheldon (Fernsehserie, Folge 3x20)
- 2023: Ted Lasso (Fernsehserie, 1 Folge)
- 2025: Leanne (Fernsehserie, 13 Folgen)